# 大上托
大上托（英語：Tai Sheung Tok），又名過背山，是香港西貢區的一個山峰，約為九龍茶寮坳至新界井欄樹之間。
該山曾為香港主要的石礦場─安達臣道石礦場的所在地。大上托原來的高度為1,374英尺（419），至少直至1974年仍然未變。採礦過後，大上托的高度減至399米。

## 名稱
在1924年的測量地圖中，可見大上托舊名的英文譯音為，對照中文相信為井欄樹山。而於1968年的九龍半島地圖中，大上托則被標示為過背山。

## 分區
按照目前香港區議會分區，安達臣道以東的大上托山坡、山頂及原石礦場範圍（安達臣道石礦場發展計劃（ARQ）範圍）均屬於西貢區，安達臣道以西的山腰下方（安達臣道發展計劃（DAR）範圍，包括公共房屋安泰邨、安達邨等）屬於觀塘區。而自安達臣道發展計劃區域屋邨完工後，該區域普遍亦被分別視為四順及秀茂坪一部分。

## 山徑過闊剷植被及石屎化問題
2021年，有多個媒體及環境關注團體均指出由衛奕信徑通往大上托山頂的山徑被大量砍伐樹木及過度鏟走植被。

## 附近的地標
- 大牛湖
- 安達臣道
- 飛鵝山
- 鷓鴣山

## 外部連結
- . hkitalk.net. 2009年5月8日  [2009-05-07]. （原始内容存档于2015-09-24）.